# Janusz Michułowicz
Janusz Michułowicz (ur. 29 maja 1931 we Lwowie, zm. 13 lutego 2018) – polski harcerz i drużynowy Związku Harcerstwa Polskiego, nauczyciel akademicki, pedagog.

## Życiorys
Syn Stanisława Michułowicza, skauta, działacza Polskiego Towarzystwa Gimnastycznego „Sokół” we Lwowie i Orlęcia lwowskiego oraz Kamili z domu Wacha.
W 1945 roku wraz z rodziną zamieszkał we Wrocławiu.
Od 1954 roku uczęszczał do Studium Wojskowego Wyższej Szkoły Pedagogicznej w Opolu, uzyskując stopień podporucznika. W roku akademickim 1953/1954 ukończył studia rusycystyczne pierwszego stopnia na Wydziale Humanistycznym Państwowej Wyższej Szkoły Pedagogicznej we Wrocławiu i otrzymał skierowanie do pracy w WSP w Opolu. W 1956 roku po zniesieniu rygorów nakazu pracy został przeniesiony do Katedry Języka Rosyjskiego na cywilne stanowisko lektora, a od roku akademickiego 1959/1960 pracował w Katedrze Pedagogiki. Podjął studia eksternistyczne drugiego stopnia na Wydziale Filologiczno-Historycznym Uniwersytetu Wrocławskiego, uzyskując 20 maja 1960 roku tytuł magistra pedagogiki.
W opolskiej Katedrze Pedagogiki początkowo prowadził ćwiczenia z psychologii i pedagogiki, później otrzymał uprawnienia do prowadzenia wykładów z zakresu nauk pedagogicznych. W 1967 roku obronił rozprawę doktorską „Szkolnictwo podstawowe powiatu oleskiego – powstanie, rozwój i pierwsze osiągnięcia”. Wiosną 1967 roku zorganizował w Opolu Zakładowy Oddział Samoobrony Wyższej Szkoły Pedagogicznej, którym kierował do jesieni 1972 roku. W lutym 1974 roku rozpoczął pracę w Filii Uniwersytetu Śląskiego w Cieszynie, pełniąc kolejno obowiązki dziekana, kierownika Zakładu Pedagogiki Pracy Kulturalno-Oświatowej i kierownika Zakładu Metodyki Pracy Organizacji Młodzieżowych (późniejszy Zakład Teorii Nauczania i Wychowania). W październiku 1983 roku został przeniesiony na Wydział Pedagogiki i Psychologii Uniwersytetu Śląskiego w Katowicach, gdzie pracował do odejścia na emeryturę w 1996 roku.  Do 2002 roku w Instytucie Bibliotekoznawstwa i Informacji Naukowej Uniwersytetu Śląskiego prowadził wykłady i ćwiczenia z zakresu metodyki pracy nauczyciela-bibliotekarza.
Został pochowany na Cmentarzu Świętej Rodziny we Wrocławiu.

## Działalność harcerska
W latach 1946–1948 był harcerzem i drużynowym Związku Harcerstwa Polskiego we Wrocławiu. Jesienią 1958 roku za namową ówczesnego dyrektora administracyjnego WSP w Opolu i komendanta Opolskiej Chorągwi Związku Harcerstwa Polskiego harcmistrza Stefana Grobelnego, założył Harcerski Akademicki Krąg Instruktorski (HAKI) im. Bohaterów spod Monte Casino. Była to pierwsza jednostka organizacyjna Związku Harcerstwa Polskiego w środowisku akademickim. W 1968 roku zorganizował i kierował Pracownią Metodyki Wychowania Harcerskiego przy ówczesnej Katedrze Pedagogiki WSP w Opolu, która była pierwszą w Polsce akademicką placówką specjalizującą się w problematyce wychowania harcerskiego.
Był stałym konsultantem Zespołu Badań i Analiz przy Komendzie Głównej ZHP w Warszawie oraz Centralnej Szkole Instruktorów Harcerskich w Załęczu Wielkim. Wchodził w skład kolegium redakcyjnego miesięcznika „Pokolenia” i „Harcerstwo” oraz współpracował z Ośrodkiem Badań Komendy Głównej ZHP i Wydziałem Kształcenia Komisji Historycznej ZHP.
W Instytucie Bibliotekoznawstwa i Informacji Naukowej Uniwersytetu Śląskiego zorganizował pierwszą w Polsce Pracownię Polskiej Bibliografii Harcerskiej i Skautowej, w której  pełnił obowiązki opiekuna naukowo-merytorycznego. Czynnie angażował się w pracę Komendy Chorągwi ZHP w Opolu i Bielsku-Białej, gdzie wygłaszał referaty z zakresy metodyki, wychowania harcerskiego, kształcenia instruktorów i historii harcerstwa.
Za działalność w harcerstwie został odznaczony Krzyżem  „Za Zasługi dla ZHP”.

## Praca naukowa
W pracy badawczej można wyodrębnić dwa nurty - pierwszy to metodyka i historia wychowania harcerskiego, drugi - pedagogika i historia szkolnictwa na Śląsku. W Uniwersytecie Śląskim prowadził wykłady i ćwiczenia z pedagogiki, metodyki pracy nauczyciela i bibliotekarza oraz  z wychowania harcerskiego, a także seminaria magisterskie. Tematyce tej poświęcił kilka podręczników i liczne artykuły naukowe.

## Księgozbiór harcerski
W 1998 roku podarował Bibliotece Uniwersytetu Śląskiego w Katowicach księgozbiór książek z zakresu metodyki harcerskiej i wychowania harcerskiego, pedagogiki oraz opracowania z metodyki pracy nauczyciela-bibliotekarza. Wiele książek opatrzonych jest umieszczonym na wewnętrznej stronie okładki exlibrisem.

Dzięki jego staraniom w 1979 roku Biblioteka Uniwersytetu Śląskiego nabyła kolekcję książek harcerskich mieszkającego w Wielkiej Brytanii harcmistrza Kazimierza Obtułowicza. Licząca około 300 woluminów kolekcja stała się początkiem stale rozbudowywanego w Bibliotece księgozbioru harcerskiego.

Egzemplarz książki z ekslibrisem Janusza Michułowicza
Autorska dedykacja w książce z księgozbioru Kazimierza Obtułowicza